# Amarna
Amarna (poznata i kao el-Amarna ili Tell el-Amarna) je bila prijestolnica faraona Ekhnatona koji ju je sagradio na mjestu koje je on smatrao svetim. Svetost nove prijestolnice faraon je protumačio oblikom brda koje podsjeća na hijeroglifski znak za horizont. Svakog jutra sunce bi se pojavljivalo točno unutar hijeroglifskog oblika te je grad bio idealan za kult posvećen bogu sunca. Grad je nazvan Akhetaton što u prijevodu znači Atonov horizont. Grad se sastojao od brojnih hramova i goleme kraljevske palače. Na vrhuncu prosperiteta grad je imao oko 25.000 stanovnika. Ubrzo nakon Ekhnatonove smrti Amarna je napuštena i razorena.

## Povijest
Grad, sagrađen u samo četiri godine, bio je dom kraljevskoj obitelji, palači birokrata, Atonovim svećenicima, kraljevskoj straži i brojnim umjetnicima. Glavne građevine u gradu bile su veliki Atonov hram i kraljevska palača. U blizini je bilo radničko selo izgrađeno kao dom radnicima koji su tada počeli s izgradnjom grobnica za elitu na obližnjim liticama. Na vrhuncu prosperiteta grad je imao oko 25.000 stanovnika. Ubrzo nakon Ekhnatonove smrti Amarna je napuštena i razorena. Kamen iz hramova bio je ukraden i ponovno iskorišten za lokalne građevinske projekte, grobnice su opljačkane a zgrade od blata i opeka postupno su se urušile. Amarna, koja se još uvijek iskapa, pružala nam je niz jedinstvenih arheoloških otkrića. Pisma iz Amarne, kopije diplomatske korespondencije 18. dinastije napisane klinastim pismom, otkrila je lokalna žena u kasnom 19. stoljeću. Godine 1912., uništena radionica kraljevskog kipara Tutmozisa otkrila je bistu kraljice Nefertiti, žene Ekhnatona, koja je danas izložena u Berlinskom muzeju.

## Slikarstvo i kiparstvo
U slikarstvu se više nisu prikazivali bogovi, jer je Ehnaton vjerovao u Atona, Sunčev disk. Lice se još uvijek isključivo prikazuje u profilu. Za razliku od prijašnjih uljepšanih portreta, stil postaje mnogo prirodniji. Dok su se prije muškarci slikali crvenom ili narančastom bojom, a žene žutom, sada se oboje slikaju smeđom. Tijela se prikazuju kakva jesu, realistično koliko je to moguće. Prsti se prikazuju dugi, a ilustracije ruku i nogu postaju vrlo važne. Nefertiti je prikazana s lijepim licem, ali s abnormalno dugim vratom, dok Ehnaton ima izduženo lice, ženske grudi, velika bedra, što je posljedica neke bolesti zbog koje je bio deformiran. Njegove se kćeri prikazuju s velikim glavama što je posljedica kraniostoze. U grobovima se ne spominje bog raja Oziris, niti se ne slika putovanje u zagrobni život. Jedini bog koji se prikazuje je Aton, kao žuti sjajni krug, a tako je prikazan i u hramu, a napravljen je od zlata. Aton se prije prikazivao kao krug na glavi bogova, ali je bio crveno obojen. Skulpture su također prirodnije. Brada je istaknuta, klešu se velike uši i usnice. Kod prikaza Nefertiti, ona ima velike trepavice. Za razliku od prijašnjih vremena, kad su faraoni prikazivani mišićavi, Ehnaton se prikazuje debelo i ružno. Mnoge zgrade iz tog perioda nisu preživjele, pa se ne zna skoro ništa o izgledu Atonovih hramova u Amarni, osim da su bez stropova i vrata se u njima ne zatvaraju.